# Autoroute A10 (France)
 (avril 2025).
Pour les articles homonymes, voir Autoroute A10, A10 et L'Aquitaine.
L'autoroute A10, aussi nommée « L'Aquitaine », relie la métropole du Grand Paris (depuis le sud de l'autoroute A86) à Bordeaux (au niveau de l'autoroute A630) via Orléans, Blois, Tours, Poitiers, Niort et Saintes. La portion entre Saintes et Bordeaux fait partie de la route des Estuaires.
Sa longueur, de 557 km, en fait l'autoroute la plus longue de France sous un même numéro. Elle est une composante de la route européenne 5 (E5).

## Gestion
Cette autoroute est concédée à deux sociétés d’autoroute : 
- Cofiroute pour la partie nord de l'autoroute, du hameau de La Folie Bessin à Villejust jusqu'à Poitiers.
- ASF pour la section sud de Poitiers à Bordeaux. Sur le réseau ASF, l'A10 fait partie de la zone ouest.

Cette autoroute est couverte par Radio Vinci Autoroutes (107,7 MHz).

## Caractéristiques
Plusieurs sections de l'autoroute A10 sont gratuites :
- entre l'A6 et la N 104 (au sud de Paris) (14 km) ;
- entre les sorties 20 et 22 au niveau du contournement de Tours (traversée de la Loire et du Cher, 5,5 km) ;
- entre la N 10 à Saint-André-de-Cubzac et l'échangeur avec la rocade de Bordeaux (19 km).

Tronçon commun : l'A10 est en tronçon commun durant 2 km avec l'autoroute A126, entre Champlan et Palaiseau.

## Historique
- Wissous - Massy : 1960 (sous le nom C6)
- Massy - Longjumeau : 1970 (sous le nom C6)
- Longjumeau - Palaiseau : 1972 (sous le nom A87)
- Palaiseau - Les Ulis : 1973
- Les Ulis - Orléans (autoroute A71) : 1973
- Orléans - Parçay-Meslay : 1974
- Parçay-Meslay - Tours (centre) : 1972
- Tours - contournement par le Nord - (Rives du Cher, échangeur supprimé depuis) : 1968
- Tours - Chambray-lès-Tours : 1970
- Chambray-lès-Tours - Poitiers (nord) : 1977
- Poitiers (nord) - contournement par l'ouest - Poitiers (sud) : 1970 (en prenant l’A10 en direction de Paris depuis l’échangeur 30, on retrouve encore le terminus de l’autoroute)
- Poitiers - Saint-Maixent-l'Ecole - Saintes - Saint-André-de-Cubzac : 1980-1981
- Saint-André-de-Cubzac - Ambarès-et-Lagrave : 1974 (sous le nom A62)
- Ambarès-et-Lagrave - Lormont : 1967 (sous le nom A62)

Le tronçon au départ de la limite des communes de Massy et de Palaiseau en direction du sud, construit en 1972-1973, utilise la plateforme élargie de l'ancienne ligne de Paris-Chartres par Gallardon fermée en 1944 dont l'autoroute se sépare à Villebon-sur-Yvette après 2,5 km. Cette construction a entraîné la destruction d'un viaduc qui enjambait la vallée de l'Yvette à Villebon. Au-delà, le nouveau parcours de la route nationale 188 établi à la même époque emprunte cette ligne dans son gabarit d'origine sur une distance de 5 km.
À cette époque, le prolongement de l'autoroute jusqu'au quartier du Montparnasse sur les terrains de la partie inachevée de cette voie ferrée était projeté dans le cadre du plan autoroutier pour Paris. Ce projet fortement contesté par les riverains fut abandonné après l'élection présidentielle de 1974. L'ancienne plateforme ferroviaire fut utilisée pour construire en souterrain la ligne du TGV Atlantique et aménager en surface la coulée verte du Sud parisien. Cet abandon explique le coude de l'autoroute à la limite de Massy et de Palaiseau. La ligne à grande vitesse est accolée à l'autoroute sur 1,4 km de part et d'autre de la traversée de la vallée de l'Yvette à Villebon. La voie ferrée se sépare de l'autoroute dans un passage en tunnel de 4 800 mètres et la rejoint au lieu-dit « Bois des Carrés » à Marcoussis pour un parcours parallèle de 23 kilomètres jusqu'à proximité du péage de Saint-Arnoult.
L’A10 a connu plusieurs accidents notables :
- le 10 novembre 1993, un carambolage est survenu au niveau du pont de Mirambeau (Charente-Maritime) ;
- le 5 novembre 2002, un autre carambolage, dû au brouillard, s'est produit à hauteur de Coulombiers (Vienne), à peu près au niveau des aires de repos de Coulombiers sud et nord ;
- dans la nuit du mercredi 27 au jeudi 28 avril 2011, une collision entre un poids lourd et un minibus, en Gironde dans le sens Paris-Bordeaux, provoque sept morts dont un enfant de huit ans.

Le 18 novembre 2017, sur 3,3 km avant d’arriver à Massy, une voie réservée aux autobus est inaugurée dans le sens province-Paris afin de leur éviter les embouteillages.
Lancé en 2023 par Vinci Autoroutes avec plusieurs partenaires, un projet visera à pouvoir recharger son véhicule électrique tout en roulant. L'A10 servira de test à partir de 2024, sur une zone de 2 kilomètres située dans les Yvelines, près de Saint-Arnoult.

## Sorties
Section non-concédée gérée par la DIRIF et gratuite.
- Échangeur entre A6a-A6b et A10 à 0 km : Paris, Arcueil, Villejuif, A86, Lille (A1)  Orly (de et vers Paris)
  -   2 × 3 voies jusqu'à  5

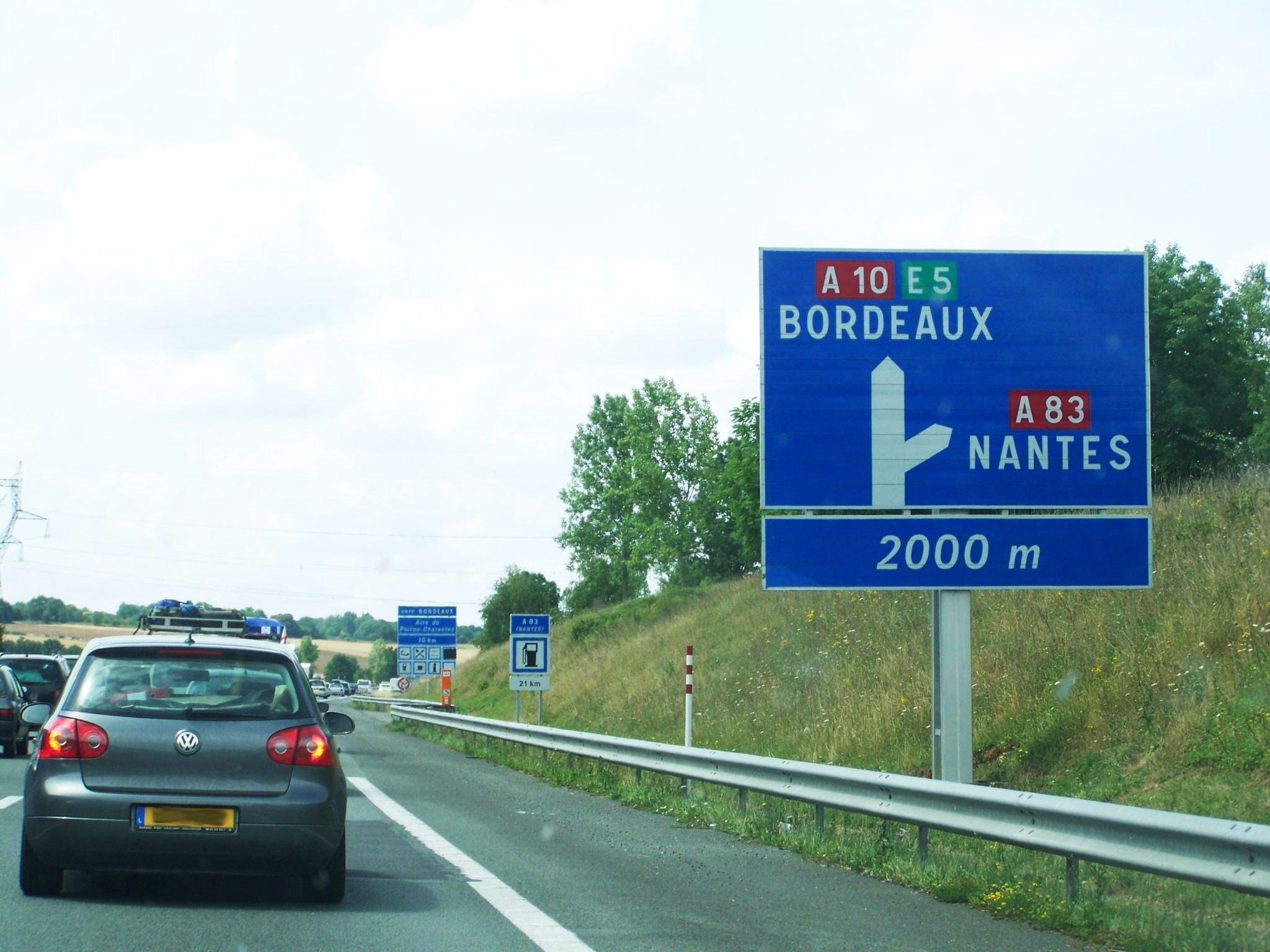
Bifurcation avec l'A83 en direction de Nantes.

Passage du département des Hauts-de-Seine à celui de l'Essonne.
- 4 Massy (RN 20) à 2 km : Massy, Longjumeau,  Antony - Z. A. (tiers-échangeur)
- 5 Les Champarts (RN 20) à 4 km: Étampes, Orléans par RN, La Ville-du-Bois, Saulx-les-Chartreux, Longjumeau (depuis Paris et Bordeaux et vers Paris, entrée/sortie par la gauche)
- Échangeur entre A126 et A10 à 4 km (de et vers Bordeaux, entrée/sortie par la gauche) : Lyon, Évry, Chilly-Mazarin (A6)
  -   2 × 3 voies jusqu'à  7
- 6 Palaiseau (RD 188) à 5 km : Palaiseau, Antony, Massy, Villebon-sur-Yvette
- 7 Igny (RD 444) à 6 km (de et vers Paris) : Versailles, Saint-Quentin-en-Yvelines, Igny, Cité Scientifique (de et vers Paris, entrée/sortie par la gauche)
- Gare de Massy TGV à 7 km (de et vers Bordeaux, entrée/sortie par la gauche) :  Massy T.G.V (interdit aux poids lourds + 3,5 t)
  -  jusqu'à la RN 104
  -  couloir de bus sur 3 km (sens Bordeaux-Paris)
  -  jusqu'à Limours
- 8 Bretelle de Chevreuse (RD 188) à 8 km : Orsay, Bures (interdit aux poids lourds + 3,5 t) (de et vers Paris)
- 9  Courtabœuf - est à 11 km : Villebon-sur-Yvette (de et vers Bordeaux)
- 9  Courtabœuf - sud (RD 118) à 12 km: Chartres, Les Ulis, Villejust (de et vers Paris)
- Échangeur entre RN 118 et A10 (La Folie-Bessin) à 0 km : Les Ulis, Paris - Porte de Saint-Cloud, Boulogne-Billancourt,  Z. A. Courtabœuf - Autres Secteurs, Rouen (A13), Versailles (A86) (de et vers Bordeaux)
- Échangeur entre RN 104 et A10 à 1 km : Orléans par RN, Marcoussis, Arpajon, Linas-Montlhéry, Évry, Lyon (A6), Metz-Nancy (A4)

Section concédée à Cofiroute et payante (sauf entre les sorties 20 à 22).
- 2 × 4 voies
  -  Aires de service de Limours-Janvry (sens Paris-Bordeaux),  de Limours-Briis-sous-Forges (sens Bordeaux-Paris)
  -  Limitation à 130km/h.
- Gare routière de Briis-sous-Forges

Passage du département de l'Essonne à celui des Yvelines.
- 10 Dourdan à 20 km : Dourdan, Saint-Arnoult-en-Yvelines, Limours
- Péage de Saint-Arnoult (système fermé)
- Échangeur entre A11 et A10 (de et vers Paris) : Chartres, Le Mans, Nantes, Rennes (A81)
  -  2 × 3 voies
- 11 Allainville à 37 km : Allainville, Étampes, Rambouillet

Passage du département des Yvelines à celui d'Eure-et-Loir. Passage de la région Île-de-France à celui du Centre-Val de Loire.
- Aires de repos de Boutroux (sens  Paris-Bordeaux),  de Marnières (sens Bordeaux-Paris)
  -  Aires de service des Plaines de Beauce (anc. Francheville) (sens Paris-Bordeaux),  de Val Neuvy (sens Bordeaux-Paris)

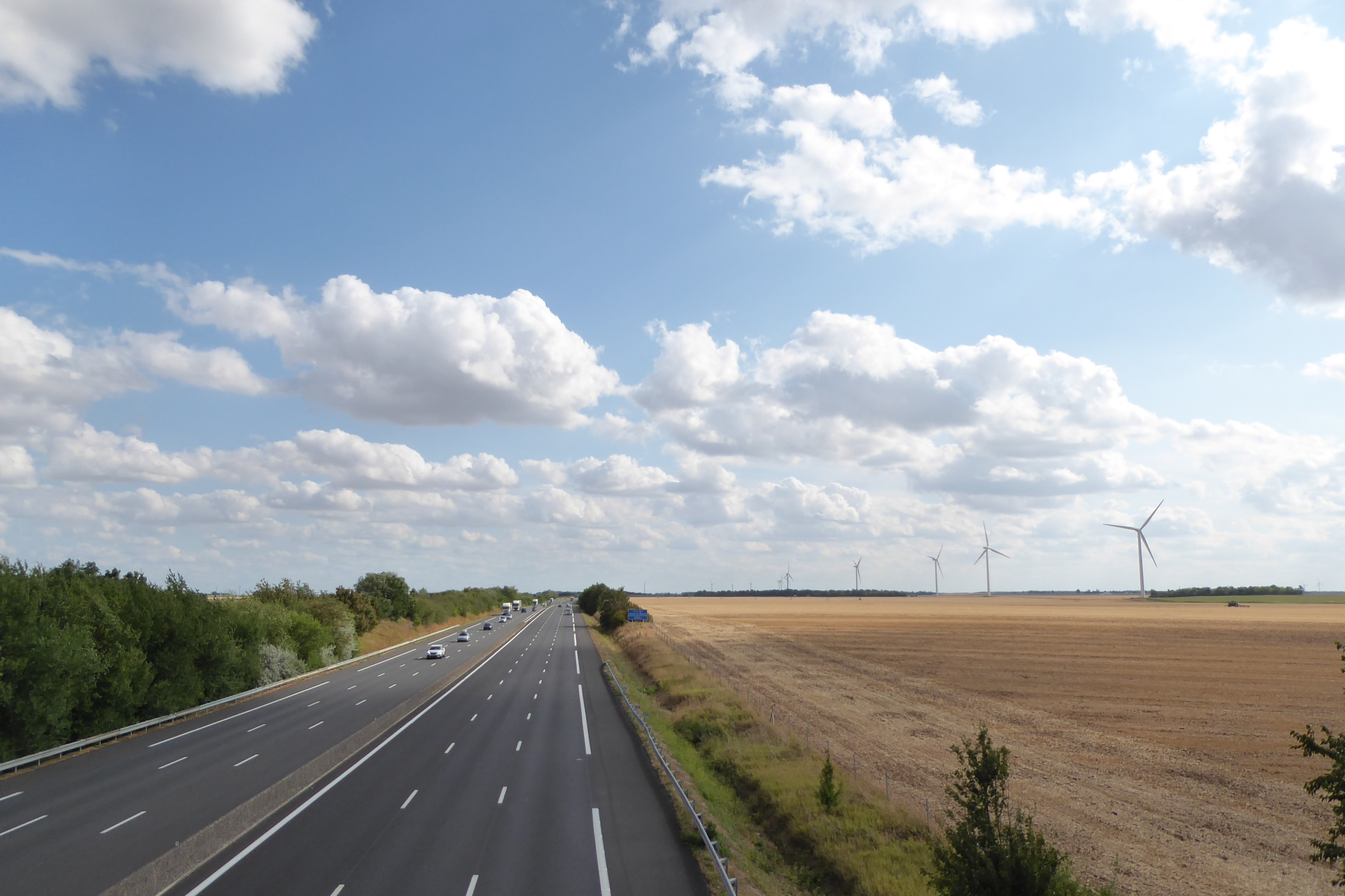
Aire de service des Plaines de Beauce à 2000 m, Mérouville et Lesvesville-la-Chenard (Eure-et-Loir).

(en projet)  Échangeur entre A154 et A10 : Chartres, Le Mans (A11), Rouen (A13) (de et vers Bordeaux)
- 12 Janville à 66 km : Janville-en-Beauce, Chartres, Châteaudun
  -  Aires de repos du Héron Cendré (sens  Paris-Bordeaux),  de La Dauneuse (sens Bordeaux-Paris)

Passage du département d'Eure-et-Loir à celui du Loiret.
- 13 Artenay 79 km : Artenay
- Échangeur entre A19 et A10 : Montargis, Dijon (A6), Metz-Nancy (A5)
  -  2 × 4 voies
  -  Aire de service d'Orléans-Saran (sens Paris-Bordeaux)
- 13.1 Gidy à 91 km : Gidy,  Pôle 45 +  Aire de service d'Orléans-Gidy (sens Bordeaux-Paris)
  -  Limitation à 110km/h.
- 14 Orléans - nord à 94 km : Orléans, Le Mans, Saran, Fleury-les-Aubrais
  - 2 × 5 voies jusqu'à l'A71
- Échangeur entre A71 et A10 à 98 km : Orléans - centre, La Source, Clermont-Ferrand, Vierzon, Toulouse (A20)
  -   2 × 3 voies et limitation à 130km/h.
  -  Aires de repos de Bellevue (sens  Paris-Bordeaux),  de Chauvry (sens Bordeaux-Paris)
- 15 Meung-sur-Loire à 116 km : Meung-sur-Loire, Beaugency
  -  Aires de service de Meung-sur-Loire (sens Paris-Bordeaux),  de Beaugency-Messas (sens Bordeaux-Paris)

Passage du département du Loiret à celui de Loir-et-Cher.
- Aires de repos des Fougères (sens  Paris-Bordeaux),  de Brusolle (sens Bordeaux-Paris)
- 16 Mer à 132 km :  Château de Chambord, Mer, Chambord, Beaugency
  -  Aires de service de Blois-Villerbon (sens Paris-Bordeaux),  de Blois-Ménars (sens Bordeaux-Paris)
- 17 Blois à 149 km : Blois, Vendôme, La Chaussée-Saint-Victor

(en projet)  17.1 Blois - ouest : Blois, Vendôme
- Aires de repos de La Chatière (sens  Paris-Bordeaux),  des Bruères (sens Bordeaux-Paris)

Passage du département de Loir-et-Cher à celui d'Indre-et-Loire.
- 18 Château-Renault à 179 km : Château-Renault, Amboise, Chartres
  -  Aires de repos de La Courte Épée (sens  Paris-Bordeaux),  de La Picardière (sens Bordeaux-Paris)
- Péage de Monnaie (système fermé)
  -  Aires de service de Tours-La Longue Vue (sens Paris-Bordeaux),  de Tours-Val de Loire (sens Bordeaux-Paris)
- Échangeur entre A28 et A10 : Le Mans, Rouen (A13)
- 19 Tours - nord à 200 km : Tours,  Z. A. Parçay-Meslay Tours Nord
- 20 Vouvray à 205 km : Tours - nord, Sainte-Radegonde, Vouvray, Montlouis-sur-Loire,  Aéroport de Tours-Val de Loire 
  -  jusqu'à la sortie 23
- 21 Tours - centre à 207 km : Tours, Saint-Pierre-des-Corps, Amboise, Montlouis-sur-Loire
- 22 Saint-Avertin à 211 km : Tours - sud, Saint-Avertin, Vierzon (demi-échangeur, de et vers Paris)
- 23 Chambray-lès-Tours à 213 km : Chambray-lès-Tours, Montbazon, Tours - sud, Saint-Avertin
  -  jusqu'aux aires du Village Brûlé/Moulin Rouge après l'échangeur autoroutier avec l'A85.
- 24 Joué-lès-Tours à 215 km : Chambray-lès-Tours, Joué-lès-Tours, Chinon, Loches
- Échangeur entre A85 et A10 : Angers, Saumur, Vierzon, Nantes (A11), Châteauroux, Bourges (A71), Lyon
  -  Aires de repos du Village Brûlé (sens  Paris-Bordeaux),  du Moulin Rouge (sens Bordeaux-Paris)
  -  Limitation à 130km/h
- 24.1 Monts - Sorigny à 224 km : Monts, Sorigny, Montbazon,  Z.A Isoparc
- Péage de Sorigny (système fermé)
  -  Aires de service de Sainte-Maure-de-Touraine (sens Paris-Bordeaux),  de La Fontaine Colette (sens Bordeaux-Paris)
- 25 Sainte-Maure à 242 km : Sainte-Maure-de-Touraine, Chinon, Loches
  -  Réduction à 2 × 2 voies
  -  Aires de repos de Maillé (sens  Paris-Bordeaux),  de Nouâtre (sens Bordeaux-Paris)

Passage du département d'Indre-et-Loire à celui de la Vienne. Passage de la région Centre-Val de Loire à celui de la Nouvelle-Aquitaine.
- Aires de service de Châtellerault-Antran (sens Paris-Bordeaux),  de Châtellerault-Usseau (sens Bordeaux-Paris)
- 26 Châtellerault - nord à 273 km : Châtellerault - centre, La Roche-Posay
  -  Aires de repos des Meuniers (sens  Paris-Bordeaux),  des Chagnats (sens Bordeaux-Paris)
- 27 Châtellerault - sud à 279 km : Châtellerault - centre, Naintré
  -  Aires de service de Poitiers-Jaunay-Clan (sens Paris-Bordeaux),  de Poitiers-Chincé (sens Bordeaux-Paris)
- 28 Futuroscope à 296 km : Chasseneuil-du-Poitou, Jaunay-Clan
- 29 Poitiers - nord à 302 km : Limoges, Poitiers - centre, Parthenay, Angers, Saumur
  -  Aire de repos des Cent Septiers (sens  Paris-Bordeaux)
  -  Aire de repos des Quatre Vents (sens  Bordeaux-Paris)
- 30 Poitiers - sud à 311 km : Poitiers - centre, Lusignan, Vivonne, Angoulême

Section concédée à ASF et payante (sauf entre la sortie 39a et Bordeaux).
- Aires de repos de Coulombiers-nord (sens  Paris-Bordeaux),  de Coulombiers-sud (sens Bordeaux-Paris)
  -  Aire de service de Rouillé-Pamproux (dans les deux sens)

Passage du département de la Vienne à celui des Deux-Sèvres.
- 31 Saint-Maixent - Soudan à 344 km : Lusignan, Saint-Maixent-l'École, Soudan
  -  Aires de repos de Sainte-Eanne-nord (sens  Paris-Bordeaux),  de Sainte-Eanne-sud (sens Bordeaux-Paris)
  -  Aires de repos de Sainte-Néomaye-nord (sens  Paris-Bordeaux),  de Sainte-Néomaye-sud (sens Bordeaux-Paris)
- Échangeur entre A83 et A10 : Nantes, Angers (A87), La Roche-sur-Yon, Niort - centre, Saint-Maixent-l'École
- 32 Vouillé à 371 km : Niort - est, centre, Limoges, Angoulême, Melle, Marais poitevin
  -  Aire de service de Poitou-Charentes (dans les deux sens)
- 33 La Rochelle / Niort - sud à 379 km : Niort, La Rochelle, Rochefort, Surgères, Marais Poitevin
  -  Aire de repos de Dœuil-sur-le-Mignon (dans les deux sens)

Passage du département des Deux-Sèvres à celui de la Charente-Maritime.
- Aires de repos de Lozay (sens  Paris-Bordeaux),  de La Benâte (sens Bordeaux-Paris)
- 34 Saint-Jean-d'Angély à 412 km : Saint-Jean-d'Angély, Cognac, Surgères, Aulnay
  -  Aire de service de Fenioux (dans les deux sens)
  -  Aire de repos de Port-d'Envaux (dans les deux sens)
- Échangeur entre A837 et A10 : Rochefort, La Rochelle (de et vers Bordeaux)
- 35 Saintes à 440 km : Saintes, Royan, Angoulême, Île d'Oléron
  -  Aire de repos de Chermignac (dans les deux sens)
  -  Aire de service de Saint-Léger (dans les deux sens)
- 36 Pons à 461 km : Pons, Cognac, Jonzac
  -  Aire de repos de Saint-Palais (dans les deux sens)
  -  Aire de repos de Saint-Ciers (dans les deux sens)
- 37 Mirambeau à 481 km : Mirambeau, Jonzac, Royan, Montendre
  -  Aires de repos de Saint-Caprais (sens  Paris-Bordeaux),  de Boisredon (sens Bordeaux-Paris)

Passage du département de la Charente-Maritime à celui de la Gironde.
- 38 Saint-Aubin-de-Blaye à 498 km : Montendre, Saint-Aubin-de-Blaye, Saint-Ciers-sur-Gironde
  -  Aires de service de Saugon (sens Paris-Bordeaux),  des Terres de l'Estuaire (sens Bordeaux-Paris)
  -  Aires de repos de Saint-Christoly (sens  Paris-Bordeaux),  de Cézac (sens Bordeaux-Paris)
- Péage de Virsac (système fermé) à 525 km
- 39a Saint-Antoine - Libourne à 527 km : Libourne, Saint-André-de-Cubzac
- 39b Barbezieux à 527 km  Échangeur entre RN 10 et A10 : Barbezieux, Angoulême (de et vers Bordeaux)
  -  2x3 voies jusqu'à Bordeaux
- 40a Blaye à 529 km : Blaye, Saintes, Royan par RD (de et vers Bordeaux)
- 40b Saint-André-de-Cubzac à 529 km : Libourne par RD, Saint André de Cubzac, Bourg (de et vers Bordeaux)
  -  Aires de service de L'Estalot (sens Paris-Bordeaux),  de Meillac (sens Bordeaux-Paris)
- 41 Ambès à 535 km : Ambès, Saint-Vincent-de-Paul,  Z. I. Bassens,   Zone portuaire
- 42 Ambarès - Saint-Loubès à 538 km : Ambarès-et-Lagrave, Saint-Loubès
  -  jusqu'à la rocade
- 43 Sainte-Eulalie à 539 km : Sainte-Eulalie, Ambarès-et-Lagrave
- 44 Carbon-Blanc à 541 km (depuis Paris) : Carbon-Blanc, Bassens
- 45 Lormont à 542 km (de et vers Paris) : Lormont
- Échangeur entre Rocade de Bordeaux (A630, RN 230) et A10 ( 1 (sortie de la rocade)) : 
  - Rocade Intérieure RN 230 : Bordeaux - centre, Toulouse (A62), Bayonne, Bassin d'Arcachon (A63), Périgueux (A89)
  - Rocade Extérieure A630 :  Mérignac, Bordeaux - Lac

A10 rejoint la rocade de Bordeaux

### Gare autoroutière de Briis-sous-Forges
Une gare routière est ouverte, le 29 mai 2006, sur l'autoroute, à la hauteur de Briis-sous-Forges ; c'est la première de ce type en Europe. Les autobus ont une voie d'accès spéciale, dans chaque sens, fermée par une barrière.
Deux lignes, au départ de Dourdan, relient la communauté de communes du Pays de Limours, via cette gare de Briis, à la gare de Massy TGV et aux gares RER B de Massy - Palaiseau et d'Orsay-Ville ainsi qu'au parc d'activités de Courtabœuf, en vingt à trente minutes.
Ces lignes appliquent la tarification du STIF, commune, par exemple, à celle des lignes RER.
Début 2007, ce sont plus de 400 voyageurs qui empruntent un des autobus le matin. Le 100 000 e voyageur est comptabilisé le 6 février 2007.

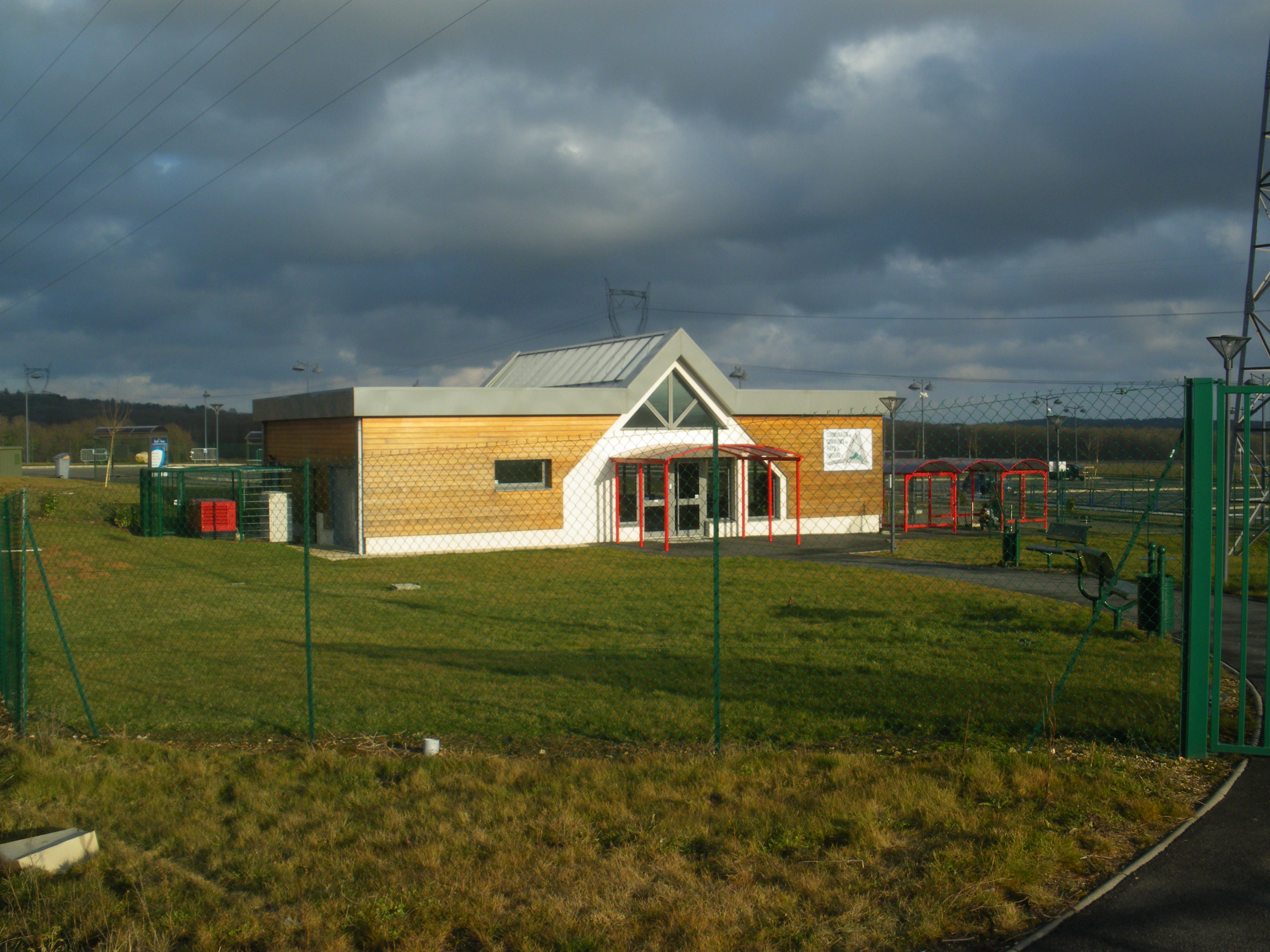
Accueil de la gare routière.
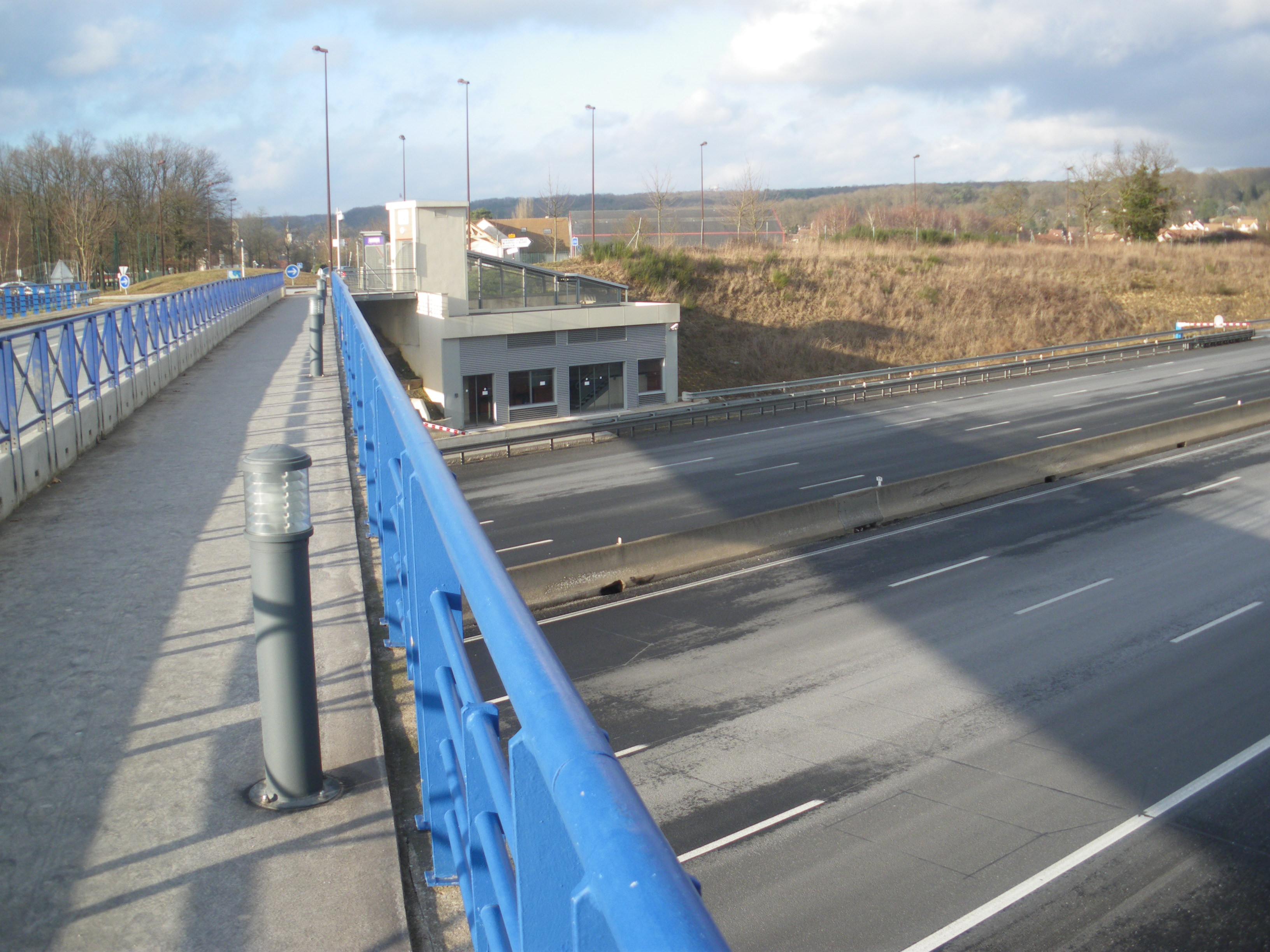
Accès A10 pour les usagers (direction Province).

## Sites remarquables
- Paris (75000) (Capitale) : Tour Eiffel, Musée du Louvre, …
- Rambouillet (78120) : Château, Bergerie, …
- Dourdan (91410) : Château, …
- Auneau (28700) : Jardin de la Préhistoire d'Auneau, Château d'Auneau, …
- Artenay (45410) : Beauce, Moulin d'Artenay, musée du théâtre forain, …
- Orléans (45000) : Val de Loire, Cathédrale Sainte-Croix, Sologne, Parc floral de la Source, …
- Beaugency (45190) : pont sur La Loire, ville médiévale, …
- Blois  (41000) : Château de Blois, …
- Amboise (37400) : Château, Clos-Lucé, Maisons troglodytes, Aquarium du Val de Loire, …
- Tours (37000) : Château, Cathédrale Saint-Gatien, Vieux Tours, …
- Sainte-Maure-de-Touraine (37800) : cité du fromage de chèvre, village martyr de Maillé
- Châtellerault (86100) : Pont Henri-IV
- Futuroscope : Parc d'attractions
- Poitiers (86000) : Parc de Blossac, Église Notre-Dame la Grande, Cathédrale Saint-Pierre, Église Saint-Hilaire le Grand, Palais des Comtes, Hôtel Fumé, Hôtel de Beaucé, Abbaye Saint-Jean de Montierneuf, Baptistère Saint-Jean, Musée Sainte-Croix…
- Lusignan (86600) : château de Lusignan, Macarons, Raymondins
- Niort (79000) : Donjon, Pilori, Halles, Église Saint-André, Église Notre-Dame…
- Saint-Jean-d'Angély (17400) : Abbaye, vieilles maisons à pans de bois, rues, hôtel de ville, plan d'eau de Bernouët sur La Boutonne, musées.
- Saintes (17100) : Vestiges gallo-romains (Amphithéâtre, Arc de Germanicus), …, Centre Historique (Cathédrale Saint-Pierre, Basilique Saint-Eutrope, Abbaye aux Dames…)
- Bordeaux (33000) : vignobles, monuments (cathédrale Saint-André, Basilique Saint-Michel, place des Quinconces, place de la Bourse, place de la Victoire, Grand Théâtre, hôtel de ville, Grosse cloche, Palais Gallien, Porte Cailhau…), rue Sainte-Catherine, musées (Beaux-Arts, musée d'Aquitaine…), espaces verts (jardin public, jardin botanique, parc bordelais…)…

## Lieux sensibles
- Rocade bordelaise (direction Bordeaux) PK no 543 : 12 km de bouchons chaque jour.
- Entre Massy et Wissous : bouchons dans le sens province - Paris.

## Divers
Le chantier de l'autoroute A10 constitue le décor de l'album de bandes dessinées Km. 357 de la série Michel Vaillant dessiné par Jean Graton en 1967.

## Travaux de l’autoroute A10

### Entre Les Ulis et Massy, création d'une voie réservée aux transports en commun (autobus et taxi)
Le 18 novembre 2017, sur 3,3 km avant d’arriver à Massy, une voie réservée aux autobus est inaugurée dans le sens province-Paris afin de contourner les embouteillages.

### Au nord d'Orléans
À l’approche de la bifurcation A10/A71 d'Orléans, sortie Orléans-Centre, au nord d'Orléans, plus précisément entre Sougy et La Chapelle-Saint-Mesmin sur 16 kilomètres, depuis le 14 novembre 2023, l’autoroute A10 est élargie à 2 × 4 voies pour faire sauter les bouchons de cette portion qui est empruntée chaque jour par 60 000 véhicules, nombre s'élevant, pendant les vacances estivales, à 100 000 véhicules. L’investissement s'élève à 222 millions d’euros en échange de la prolongation de la concession Cofiroute jusqu’en 2034. Inscrit au plan de relance autoroutier signé par l'État le 9 avril 2015.

#### Entre Tours et Poitiers
Entre 2019 et 2023, l’autoroute A10 est élargie à 2 × 3 voies entre Tours et Sainte-Maure-de-Touraine pour diminuer les embouteillages qui ont lieu essentiellement pendant les vacances estivales. Le coût du chantier est de 244 millions d’euros. Celui-ci fait l'objet de critiques de la part des riverains et d’associations de défense de l’environnement qui constatent les nuisances sonores, sachant que les mesures acoustiques, décidées par Vinci Autoroutes, ne suffiront pas à atténuer les nuisances sonores. Corinne Lepage, ex-ministre de l'Environnement, dépose par ailleurs un recours à l'encontre de la rénovation-élargissement des 93 km de l'A10 entre Tours et Poitiers au tribunal administratif d'Orléans.